# Kaple Panny Marie Královny Míru (Vila Franca do Campo)
Kaple Panny Marie Královny míru (Ermida de Nossa Senhora da Paz) se nachází na vrcholu kopce Nossa Senhora da Paz nad městem Vila Franca do Campo na azorském ostrově São Miguel. Byla postavena v barokním stylu v 18. století, výrazné schodiště bylo přistěvěno ve 20. století. Jedná se o poutní místo. Kaple je klasifikována jako objekt veřejného zájmu dle portugalského systému památkové ochrany.

## Stavba

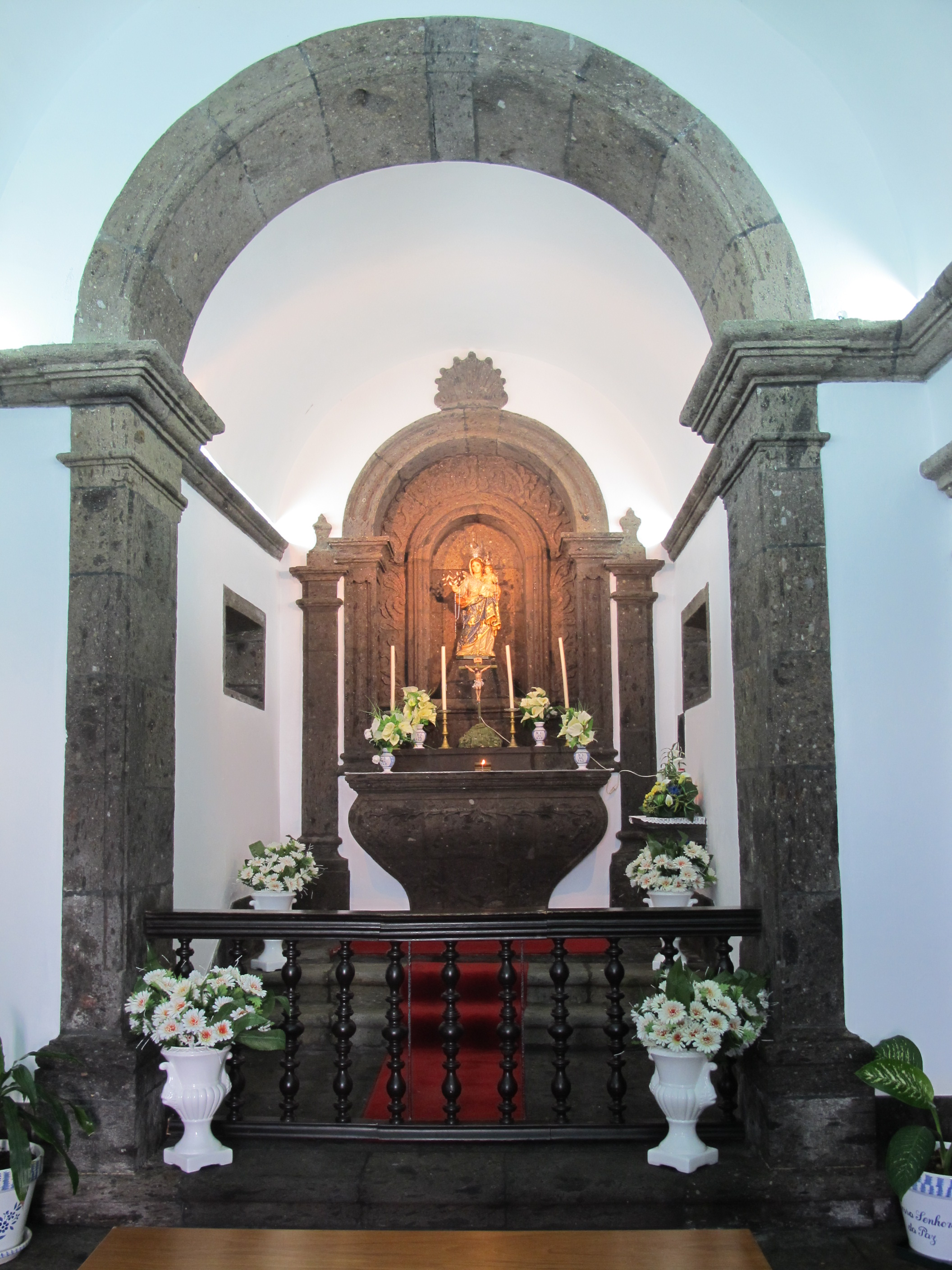
Interiér

Dle legendy tu v malé jeskyni měli pasáčci několikrát vidět či nalézt podobiznu Panny Marie Královny míru. Proto bylo rozhodnuto postavit poblíž tohoto místa kapličku. Ta vznikla v roce 1764 na místě původní kapličky nejspíše z 16. století, o které se prameny zmiňují až v 17. století.
Jedná se o barokní kapli s barokními volutami na fasádě vstupního průčelí, pro tento region typickými. Objekt je dvojlodní s pravoúhlým presbytářem, který je oddělen výrazným vítězným obloukem. V centru je umístěna socha Panny Marie s královskou korunou, držící Ježíška a mající korunu v jedné ruce a růženec s olivovou ratolestí v ruce druhé. Oba atributy drží i Ježíšek. Sousoší stojí na podstavci v obloukovitém kamenném výklenku obklopeném nápodobou groty, ohraničenou kamenným obloukem s jednoduše zdobenými pilastry.
Ve druhé polovině 19. století z kaple zbyla ruina. Opravy, přestavby a úpravy okolí probíhaly zejména ve 20. století, jedna z nich, která začala probíhat v roce 1926, byla podpořena emigranty z Havaje. V letech 1967–68 bylo postaveno monumentální schodiště podle návrhu Alberta Albergaria da Silva Pacheca, stavbu vedli Artur Gabriel do Couto a Francisco Madeira, náklady byly 100 000 reálů. Schodiště je zdobeno modrobílými kachličkami s výjevy ze života Ježíše Krista a tzv. pašijovým cyklem. Projekt odkazuje k známému baroknímu schodišti vedoucímu ke kapli Bom Jesus do Monte v Braze, které bylo pak napodobováno nejen v samotném Portugalsku, ale například i v Brazílii u kaple Bom Jesus v Congonhas do Campo nebo u kostela Neposkvrněného početí Panny Marie v Panadží v indické (původně portugalské) Goe.
Na úpatí schodiště je umístěn popis legendy a také busta Antónia Jacinta de Medeiros (1924–2006), který se zasloužil o rekonstrukce a přestavby kaple. Busta byla postavena v roce 2004.